# Відносини Північний Кіпр — Європейський Союз
Кіпріоти-турки та Європейський Союз мають дещо напружені відносини, оскільки Європейський Союз (ЄС) не визнає самопроголошену Турецьку Республіку Північного Кіпру.

## Правова ситуація
Через кіпрську суперечку ТРПК визнається лише країною-кандидатом в ЄС Туреччиною. Усі інші країни визнають Республіку Кіпр, державу-член ЄС, як єдиний законний уряд на всьому острові. Однак Республіка Кіпр де-факто контролює лише південь острова, тоді як уряд ТРПК контролює північ.
Через цю суперечку Північний Кіпр де-юре є частиною ЄС, оскільки де-юре є частиною Республіки Кіпр. Була надія, що приєднання півдня у 2004 році стане каталізатором об’єднання, щоб унітарна держава греків-кіпріотів і кіпріотів-турків могла приєднатися до ЄС 1 травня 2004 року. Зрештою, турки-кіпріоти підтримали возз’єднання також тому, що це дозволило б їм приєднатися до ЄС.  Проте план об’єднання був відхилений кіпріотами-греками, і Кіпр приєднався до ЄС в особі Республіки Кіпр.
Договір про приєднання Кіпру 2003 року включав Протокол № 10 щодо Кіпру (ОВ L 236, 23.09.2003, с. 955), ст. 1.1 якого зазначено: «Застосування acquis буде призупинено в тих районах Республіки Кіпр, в яких уряд Республіки Кіпр не здійснює ефективного контролю».

## Статус у ЄС
Станом на  2018, ЄС визнає північ як непідконтрольну уряду республіки під керівництвом кіпріотів-греків і, отже, тимчасово звільнений від законодавства ЄС. Євро також офіційно не циркулює на півночі (хоча він широко використовується), а Шенгенська угода не діє на Кіпрі через ускладнення з безпекою на зовнішньому кордоні на півночі. Вільний рух товарів, капіталу, послуг і людей також не діє. Турки-кіпріоти вважаються громадянами Європейського Союзу, оскільки ЄС вважає їх громадянами Кіпру, які просто живуть у частині Кіпру, що не підконтрольна Республіки Кіпр.
Однак місця в Європейському парламенті розподіляються з урахуванням чисельності населення як північного, так і південного Кіпру разом. Турки-кіпріоти, які мають громадянство Республіки Кіпр, мають право голосувати та бути кандидатами.
Натуралізованим громадянам ТРСК або іноземцям, які мають паспорт, проштампований органами влади ТРПК, може бути відмовлено у в'їзді Республікою Кіпр або Грецією, хоча після вступу Республіки Кіпр до ЄС такі обмеження були послаблені завдяки заходам зміцнення довіри. між Афінами та Анкарою та часткове відкриття підконтрольної ООН лінії владою ТРПК. Республіка Кіпр також дозволяє проїзд через зелену лінію з контрольованої нею частини Нікосії, а також кількох інших вибраних пунктів пропуску, оскільки ТРПК не залишає штампи в паспорті для таких відвідувань. З травня 2004 року деякі туристи почали летіти безпосередньо до Республіки Кіпр, а потім перетинають зелену лінію для відпочинку на Північному Кіпрі.

### Євро
Північний Кіпр юридично є частиною ЄС, але дію закону призупинено, оскільки північ знаходиться під контролем Турецької Республіки Північного Кіпру, яку ЄС не визнає. Північ використовує турецьку ліру замість євро, хоча євро циркулює поряд з лірою та іншими валютами. Після вирішення кіпрської суперечки та возз'єднання острова євро також стане офіційною валютою півночі. Прийняття Північчю було б першим випадком, коли євро замінило використання іншої валюти, яка не припинила існування після введення євро. Введення євро допомогло б подолати інфляцію на Півночі шляхом забезпечення стабільності цін. Кіпрські євромонети вже мають назву Кіпру як грецькою, так і турецькою мовами, що відображає природну та стародавню кіпрську історію.

## Положення про зелену лінію
Регламент Зеленої лінії було введено для регулювання руху через кордон, який поділяє громади кіпріотів-греків та кіпріотів-турків, а також для сприяння економічному розвитку півночі країни. Щоб уникнути непрямого визнання ТРПК, Європейська комісія має справу з Кіпрсько-турецькою торговою палатою, а не з міністерствами.